# Rentgenoradiometr DP-75
Rentgenoradiometr DP-75 – przyrząd dozymetryczny, używany między innymi w Wojsku Polskim, przeznaczony do rozpoznawania skażeń promieniotwórczych. 

## Charakterystyka przyrządu
Rentgenoradiometr DP-75 to udoskonalona wersja używanych wcześniej rentgenoradiometrów DP-66. Projekt opracował w latach 70. XX w. zespół naukowców Wojskowego Instytutu Chemii i Radiometrii. Przyrząd służył do wykrywania skażenia substancjami beta-promieniotwórczymi, wykrywania i pomiaru mocy dawki promieniowania gamma oraz ładowania dawkomierzy DKP-50. Posiadał przedział pomiaru mocy dawek od 0,005 mR/h do 500 R/h na siedmiu podzakresach. Pozwalał również na indykację promieniowania beta o energii od 0,5 do 3 MeV w zakresie aktywności od 1000 rozp/min/cm². Sygnalizował przekroczenie mocy dawki ustanowionej na 20, 40, 80 i 100% wartości górnej skali miernika.
Przeznaczenie przyrządu
- wykrywanie skażeń różnych powierzchni ciałami beta-promieniotwórczymi,
- wykrywanie i pomiar mocy dawki promieniowania gamma,
- pomiar stopnia skażenia,
- ładowanie dozymetrów optycznych DKP-50.

Dane taktyczno-techniczne
- eksploatacja (temperatura) – od -40 do +50 °C
- błąd pomiaru – 20% na podzakresach II–VII oraz 30% mierzonej wartości na I podzakresie
- zasilanie – z baterii wewnętrznej (trzy ogniwa R20) lub z zewnętrznych akumulatorów o napięciu 10 – 27 V
- czas pracy – 25 godzin.

## Budowa
Skład zestawu
- pulpit pomiarowy zawierający układ elektroniczny,
- sonda z detektorami promieniowania i wzmacniaczem impulsów[a]
- futerał,
- przedłużacz sondy,
- komplet słuchawkowy,
- kołnierz osłony gniazda ładowania dawkomierzy,
- ochraniacz sondy,
- pasek nośny futerału
- przewód zasilania zewnętrznego